# Robert-Jan Smits

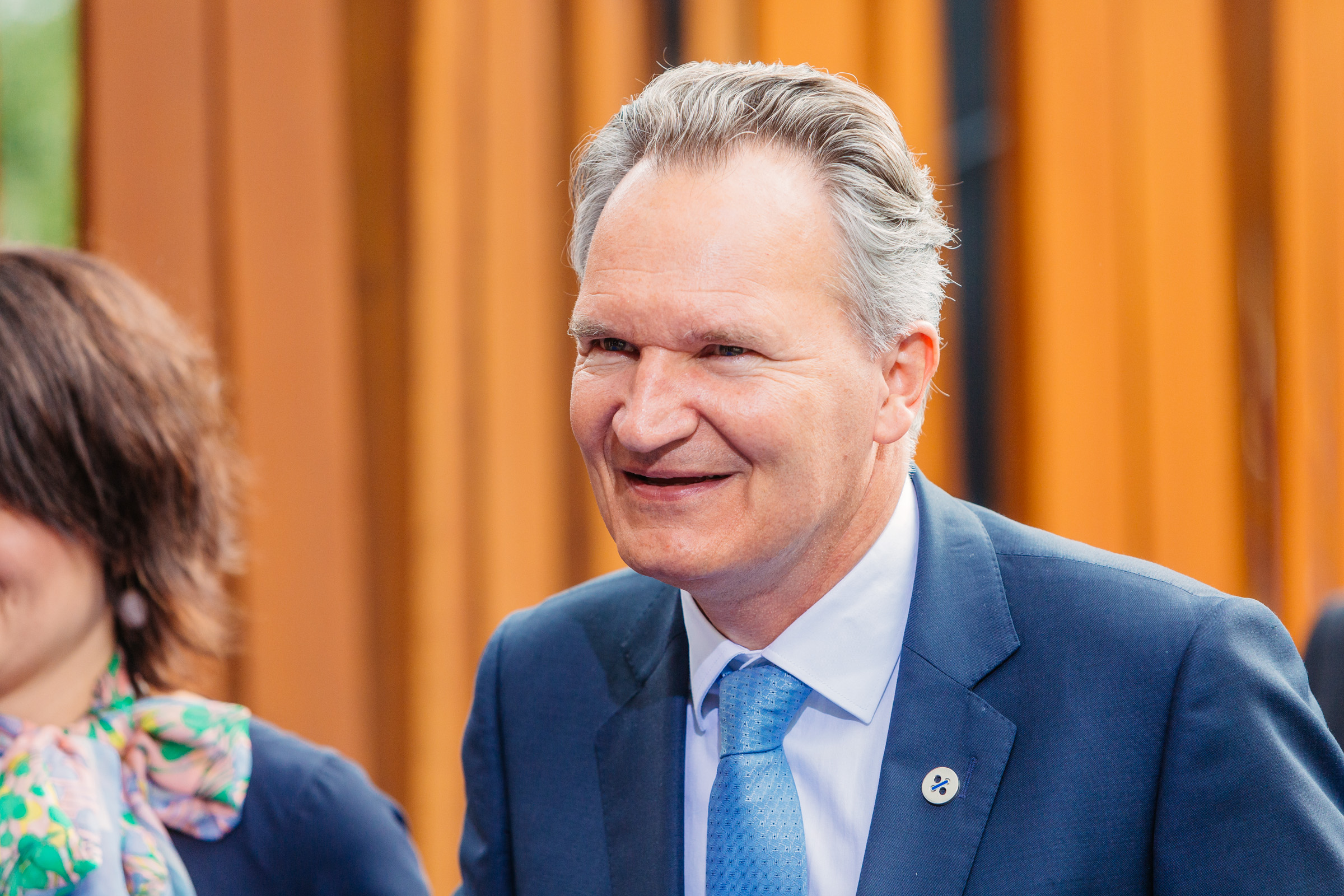
Robert-Jan Smits (2017)

Robert-Jan Smits (* 1958) ist ein niederländischer EU-Beamter und war von 2010 bis 2018 Generaldirektor für Forschung und Innovation der Europäischen Kommission.

## Leben
Robert-Jan Smits studierte, jeweils mit einem Abschluss, an der Universität Utrecht, am Genfer Hochschulinstitut für internationale Studien und an der Tufts-Universität in den USA.
Er war von 1985 bis 1989 im niederländischen Wirtschaftsministerium beschäftigt. Danach wechselte er zur Europäischen Kommission in die Generaldirektion Forschung, in der er verschiedene Karriereschritte durchlief. Schließlich leitet er seit Juli 2010 diese Generaldirektion, zuvor war er kurze Zeit stellvertretender Generaldirektor der Gemeinsamen Forschungsstelle. Seit 2018 ist er Senior Adviser for Open Access and Innovation der Europäischen Kommission.
2018 wurde Smits als Ehrenmitglied in die Academia Europaea gewählt. Die Zeitschrift Nature führte ihn 2018 im Zusammenhang mit dem von ihm maßgeblich konzipierten Plan S in der Liste der für die Wissenschaft einflussreichsten 10 Personen des Jahres auf.